# Bisdom Nongstoin
Het bisdom Nongstoin (Latijn: Dioecesis Nongstoinensis) is een rooms-katholiek bisdom met als zetel Nongstoin, in India. Het bisdom is suffragaan aan het aartsbisdom Shillong. 

## Geschiedenis
Het bisdom werd opgericht op 28 januari 2006, uit delen van het aartsbisdom Shillong. 

## Parochies
Het bisdom had in 2021 een oppervlakte van 5.247 km2 en telde 581.216 inwoners waarvan 28,3% rooms-katholiek was.

## Bisschoppen
- Victor Lyngdoh (28 januari 2006 - 15 oktober 2016)
  - Dominic Jala (apostolisch administrator: 15 oktober 2016 - 10 oktober 2019)
- Wilbert Marwein (4 februari 2023 - heden)

Shillong (aartsbisdom) · Agartala · Aizawl · Jowai · Nongstoin · Tura